# Дубойзтаун (Пенсільванія)
Дубойзтаун (англ. Duboistown) — місто (англ. borough) в США, в окрузі Лайкомінг штату Пенсільванія. Населення — 1200 осіб (2020).

## Географія
Дубойзтаун розташований за координатами 41°13′23″ пн. ш. 77°2′17″ зх. д. / 41.22306° пн. ш. 77.03806° зх. д. (41.223175, -77.037947).  За даними Бюро перепису населення США в 2010 році місто мало площу 1,76 км², з яких 1,43 км² — суходіл та 0,33 км² — водойми.

## Демографія
Згідно з переписом 2010 року, у селищі мешкало 1205 осіб у 521 домогосподарстві у складі 336 родин. Густота населення становила 685 осіб/км².  Було 537 помешкань (305/км²).
Расовий склад населення:
| - 98,7 % — білих - 0,4 % — азіатів - 0,1 % — корінних американців - 0,1 % — чорних або афроамериканців |

До двох чи більше рас належало 0,7 %. Частка іспаномовних становила 0,8 % від усіх жителів.
За віковим діапазоном населення розподілялося таким чином: 17,8 % — особи молодші 18 років, 61,0 % — особи у віці 18—64 років, 21,2 % — особи у віці 65 років та старші. Медіана віку мешканця становила 45,2 року. На 100 осіб жіночої статі у селищі припадало 94,4 чоловіків;  на 100 жінок у віці від 18 років та старших — 92,8 чоловіків також старших 18 років.
Середній дохід на одне домашнє господарство  становив 56 879 доларів США (медіана — 48 229), а середній дохід на одну сім'ю — 64 419 доларів (медіана — 59 659). За межею бідності перебувало 8,0 % осіб, у тому числі 11,5 % дітей у віці до 18 років та 1,2 % осіб у віці 65 років та старших.
Цивільне працевлаштоване населення становило 597 осіб. Основні галузі зайнятості: освіта, охорона здоров'я та соціальна допомога — 29,6 %, виробництво — 17,4 %, роздрібна торгівля — 11,9 %, публічна адміністрація — 7,7 %.